# Oogachtend
Oogachtend is een Belgische uitgeverij van strips, graphic novels en andere geïllustreerde werken.
De uitgeverij werd in 1999 opgericht door grafisch ontwerper en auteur Johan Stuyck, en de maatschappelijke zetel van de naamloze vennootschap was oorspronkelijk in Leuven.
Bij Oogachtend verschijnt vooral werk van (vaak jonge of debuterende) Vlaamse auteurs als Kim, Conz en Brecht Evens.
De NV Oogachtend is officieel in vereffening gegaan op 18 april 2018. De activiteiten waren toen al een poos stopgezet, het fonds werd in 2016 overgenomen door Jospin BV van Ann Jossart en Bart Pinceel (tevens zaakvoerders van stripwinkel Het Besloten Land in Leuven en stripdistributeur Pinceel BV in Heverlee). De maatschappelijke zetel verhuisde daarbij naar Heverlee.

## Auteurs (selectie)
- Bart Schoofs
- Ben Gijsemans
- Brecht Evens
- Conz
- Ephameron
- Ilah (Cordelia)
- Judith Vanistendael
- Kim (Kim Duchateau) (Esther Verkest, Madelfried ...)
- Michaël Olbrechts
- Randall Casaer
- Tobias Schalken (Eldorado)